# Rosanna Grüter
Rosanna Grüter (* 1984 in Zürich) ist eine Schweizer Medien-Produzentin, Moderatorin, Journalistin und DJ.

## Leben
Sie wuchs in Zürich auf und schloss 2012 ihr Masterstudium im Journalismus an der Universität Zürich ab.
Ab 2009 moderierte sie 10 Jahre lang das elektronische Musikformat «CH Beats» im Radio. In ihrer TV-Sendung «Rosanna checkts» klärte sie Kinder auf. 2016 startete sie auf dem SRF das Format «True Talk». Darin rückte sie Minderheiten und Menschen, die im Leben mit Vorurteilen und Unverständnis konfrontiert sind, in den Fokus der Kamera. 2020 wurde «True Talk» mit einem Podcast ergänzt. Grüter setzt sich seit Jahren ein für Tabuthemen, unter anderem Essstörungen.
Aber auch komplexe Datenthemen packte sie in neue Formate: 2018 veröffentlichte sie mit Datenjournalisten das Recherche-Format «Bytes/Pieces».
Auch auf Gleichstellungsthemen wie die Frauenbewegung MeToo macht Grüter regelmässig aufmerksam – sei dies in der männlich geprägten Musik- und Club-Szene oder in ihren eigenen publizistischen Formaten.
Seit 2020 macht Grüter Dokumentarfilme. Im Auftrag von 3sat schrieb und realisierte sie 2021 die Serie «Starke Frauen», unter anderem mit der damaligen deutschen Verteidigungsministerin und CDU-Vorsitzenden Annegret Kramp-Karrenbauer und der Schweizer Bundesrätin Simonetta Sommaruga.
2022 schrieb und realisierte sie als Freischaffende die Serie «Call me DJ!» über Frauen in der elektronischen Musik. Die fünfteilige Serie wurde bei ARD Kultur ausgestrahlt.
Am 19. Mai 2023 erfolgte ihr Start bei Sunshine Live mit der Sendung Sunshine live Swiss Selection, welche live aus der Audiokanzlei in Zürich, auf Schweizerdeutsch, gesendet wird.